# Mormonia haitzi
Mormonia haitzi là một loài bướm đêm trong họ Noctuidae.